# Uvea

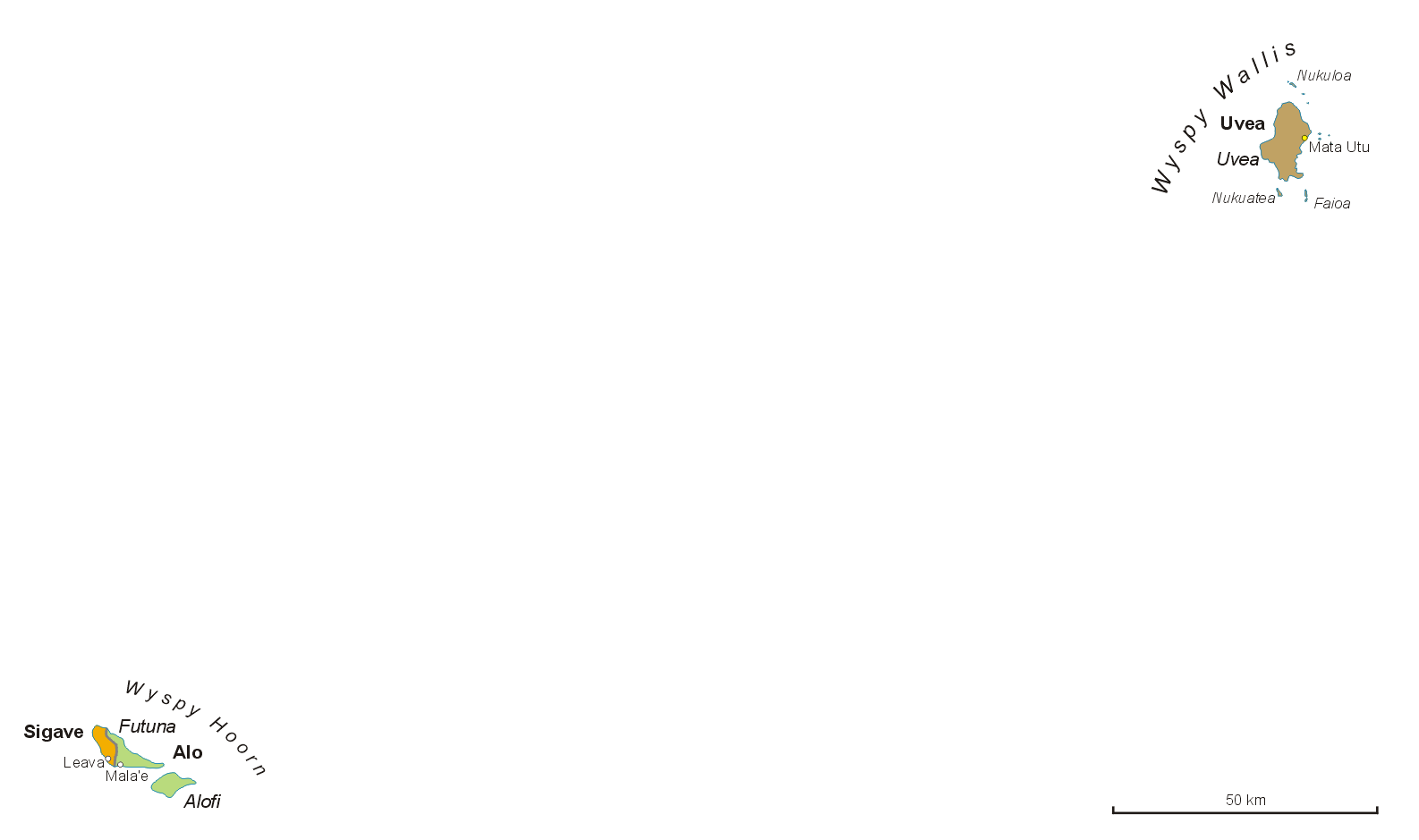
Mapa administracyjna Wallis i Futuny

Uvea – jeden z trzech okręgów administracyjnych (tradycyjnie zwanych „królestwami”) wchodzących w skład francuskiego terytorium zależnego Wallis i Futuna.
Okręg zajmuje Wyspy Wallis – wyspę Uvea oraz liczne drobne niezamieszkane wysepki. Jego powierzchnia wynosi 77,5 km², a zamieszkany jest przez 10 417 osób (2007). Stolicą okręgu jest Mata-Utu, w którym mieszka 1266 osób (2003), będące stolicą całego terytorium Wallis i Futuna.
Okręg Uvea podzielony jest na 3 dystrykty:
| Dystrykt   | Stolica  | Powierzchnia (km²) | Ludność w 2003 |
| ---------- | -------- | ------------------ | -------------- |
| Hihifo     | Vaitupu  | 23,4               | 2422           |
| Hahake     | Mata-Utu | 27,8               | 3950           |
| Mua        | Teʻesi   | 26,3               | 3699           |
| Okręg Uvea | Mata-Utu | 77,5               | 10071          |

W skład dystryktu Hihifo wchodzą następujące osiedla: Alele (634 mieszkańców), Gamua, Lano, Malaʻe (498), Tufuʻone (237), Vailala (446), Vaitupu (607).
W skład dystryktu Hahake wchodzą następujące osiedla: Afala, Ahoa (464), Akaʻaka (538), Falaleu (650), Ha’afuasia (419), Liku (688), Makeke, Mata-Utu (1266), Taumata.
W skład dystryktu Mua wchodzą następujące osiedla: Gahi (271), Haʻapai, Haʻatofo (239), Halalo (637), Kolopopo (176), Lavegahau (379), Lotoalahi, Malaʻefoʻou (279), Malaʻetoli, Teʻesi (284), Tepa (246), Utufua (736), Vaimalau (452).